# Аспазия (поетеса)
Вижте пояснителната страница за други личности с името Аспазия.
Аспазия (на латвийски: Aspazija; истинско име на Йохана Емилия Лизате Розенберга (на латвийски: Johanna Emīlija Lizete Rozenberga), в брака Элза Плиекшане (на латвийски: Elza Pliekšāne); 1865 – 1943) е латвийска поетеса и драматург, съпруга на Янис Райнис.

## Биография
Родена е на 16 март 1865 г.(стар стил) във ферма Даукшас, Залениекска волост.
В своя първи сборник от стихотворения „Червени цветя“, издаден през 1897 г., и в драмите „Жрица“ (1894) и „Сребърен воал“ (1905), Аспазия вплита философски и естетически принципи на романтизма. Тя защитава еманципацията и поддържа социално-демократичните идеи на своя съпруг. Активна феминистка, в творчеството си застъпва нравствения свят на модерната и еманципираната жена. Работи като журналист и заедно със съпруга си превеждат произведения от Гьоте на латвийски. След Революцията в Русия (1905) със съпруга си са принудени да заминат в емиграция в Швейцария до 1920 година. При завръщането си, в родината им е оказан най-сърдечен прием и в тяхна чест са преименувани най-красивите рижки булеварди.
Аспазия е избрана в състава на Учредителното събрание на Латвия, включвайки се активно културния и политическия живот на латвийската федерация и дейно отстоявайки правата на жените.
Известна е като автор на текста на песента „За печкою поёт сверчок“ (Зад печката свири щурче), използвана в серийния ТВ филм „Дълга разходка в дюните“.
Умира на 5 ноември 1943 г. селището Дубулти, (днес е част от Юрмала), където живее от 1933 г.
Погребана е в Рига, в историческото гробище „Райнис“.

## Памет
В чест на поетесата на нейно име е наречена улица в Рига – бул. „Аспазия“.